# Резекне
Ре́зекне (латис. Rēzekne, латг. Rēzne, нім. Rositten) або Режиця (біл. Рэжыца, пол. Rzeżyca, рос. Режица, ест. Räisaku) — місто в Латгальському регіоні Латвії, за 242 км на схід від Риги. Населення — 36,646 (2006). Попередні назви — Розіттен (до 1893), Режиця (1893—1917, 1944—1945).

## Назва
- Резекне (латис. Rēzekne;  вимова)
- Розіттен (нім. Rositten) — до 1893.
- Режиця (пол. Rzeżyca; рос. Режица) — у 1893—1917, 1944—1945.
- Резне (латг. Rēzne)

## Географія
Розташоване за 242 км на схід від Риги.

## Історія
До XIII століття на місці Замкової гори було поселення стародавніх латгалів. У 1285 році магістр Лівонського ордена Вільгельм фон Шауербург побудував тут добре укріплений замок з великих морених валунів, назвавши його Розіттен. Фортеця неодноразово зазнавала нападів росіян, литовців, поляків. До XVII століття замок був зруйнований настільки, що його не сталі відновлювати. І лише в XX столітті біля руїн розбили парк, побудували літній театр і ресторан. 

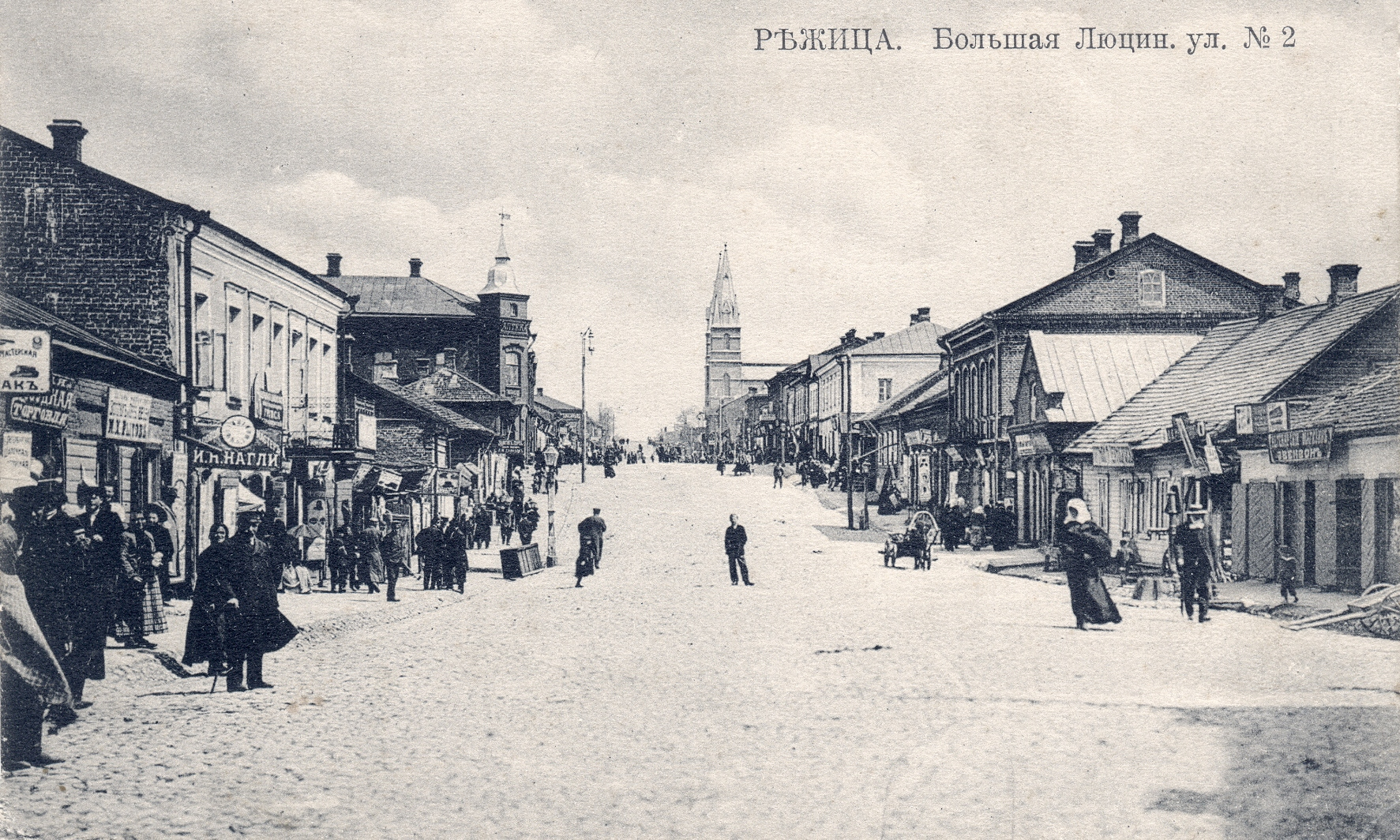
Резекне. Початок XX ст.

У 17 столітті місто отримало Магдебурзьке право від влади Польщі, проте скоро перейшло під владу Російської Імперії. У 1778 році Катериною II був затверджений план міста. У російських документах 1808 року зазначено, що «В ньому тільки одна вулиця; немає жодного майстрового, ніяких ярмарок; жителів там 754 осіб, з них 536 євреїв». Місто почало інтенсивно розвиватися після будівництва залізниці Варшава — Санкт-Петербург.
У Резекне збереглося дещо від старовинного єврейського кварталу. Головною його будівлею була синагога. Синагога — це храм, тому будівлі не личила розкіш. Але в Резекне стриманість в оздобленні синагоги пояснювалася матеріальною обмеженістю єврейського населення.
Жителів Резекне в Латгалії довго вважали або поляками, або росіянами. В кінці XIX століття увійшов до вжитку термін «вітебські латиші», оскільки Латгалія була частиною Вітебської губернії. У 1917 році, коли встало питання про національне самовизначення, багато латиських націоналістів віднесли латгальців до «росіян». Проте в 1918 році латгальці, після 256-річного окремого існування від решти Латвії, возз'єдналися в стародавніх етнічних межах з своїми одноплемінниками, зберігши культурну самобутність, що при цьому склалася.

## Населення

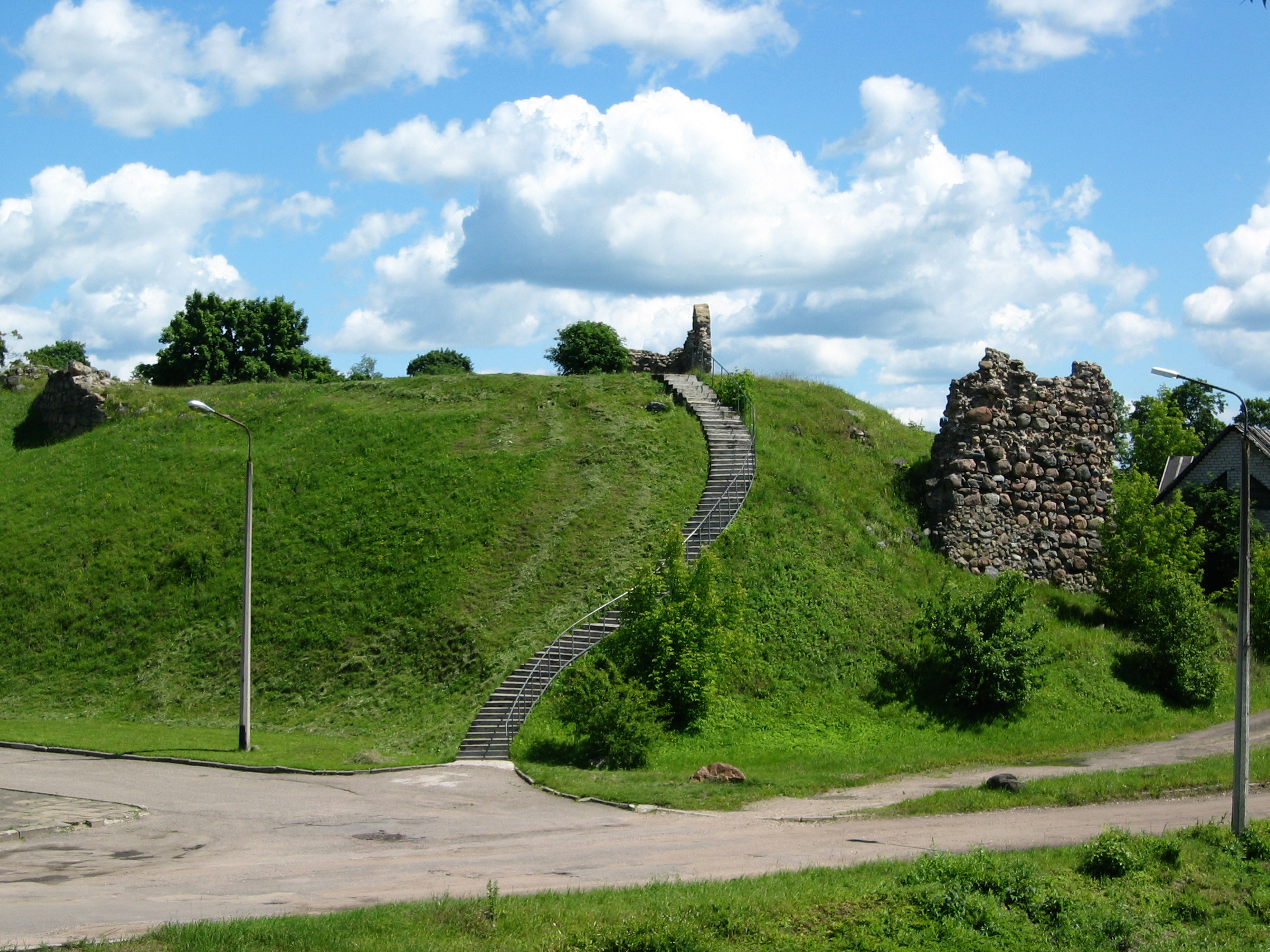
Залишки замку часів Ливонського ордену

Населення 36,8 тис. осіб (2005).
- 2000 рік — 39 233 осіб
  - Росіяни — 19 873 (50,65 %)
  - Латиші — 16 710 (42,59 %)
  - Поляки — 1 056 (2,69 %)
  - Білоруси — 680 (1,73 %)
  - Українці — 494 (1,26 %)

## Транспорт
- Резекне II

## Пам'ятки
З визначних пам'яток виділяються:
- Могильник Резекнес
- Латгальський культурно-історичний музей

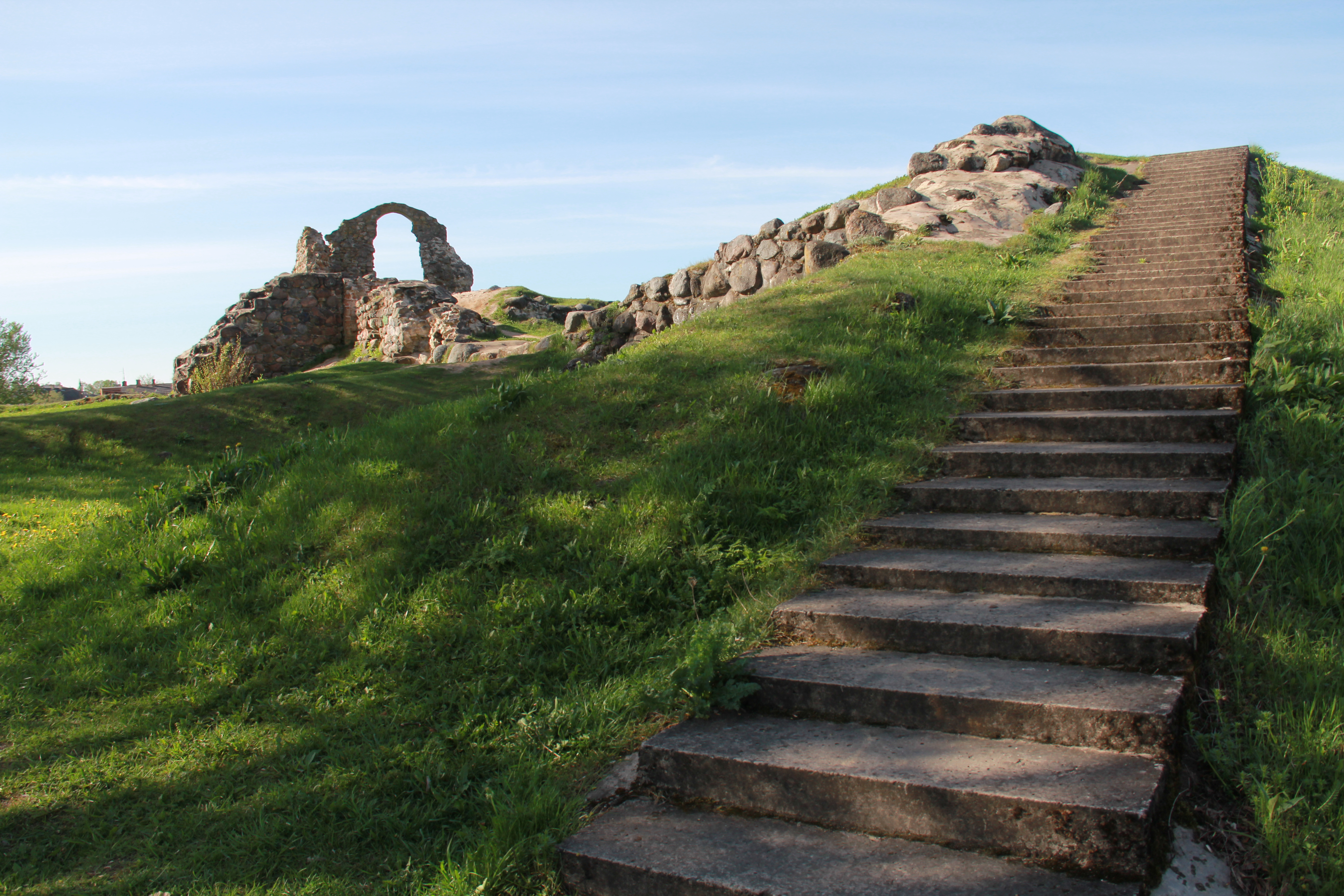
Руїни Розіттенського замку
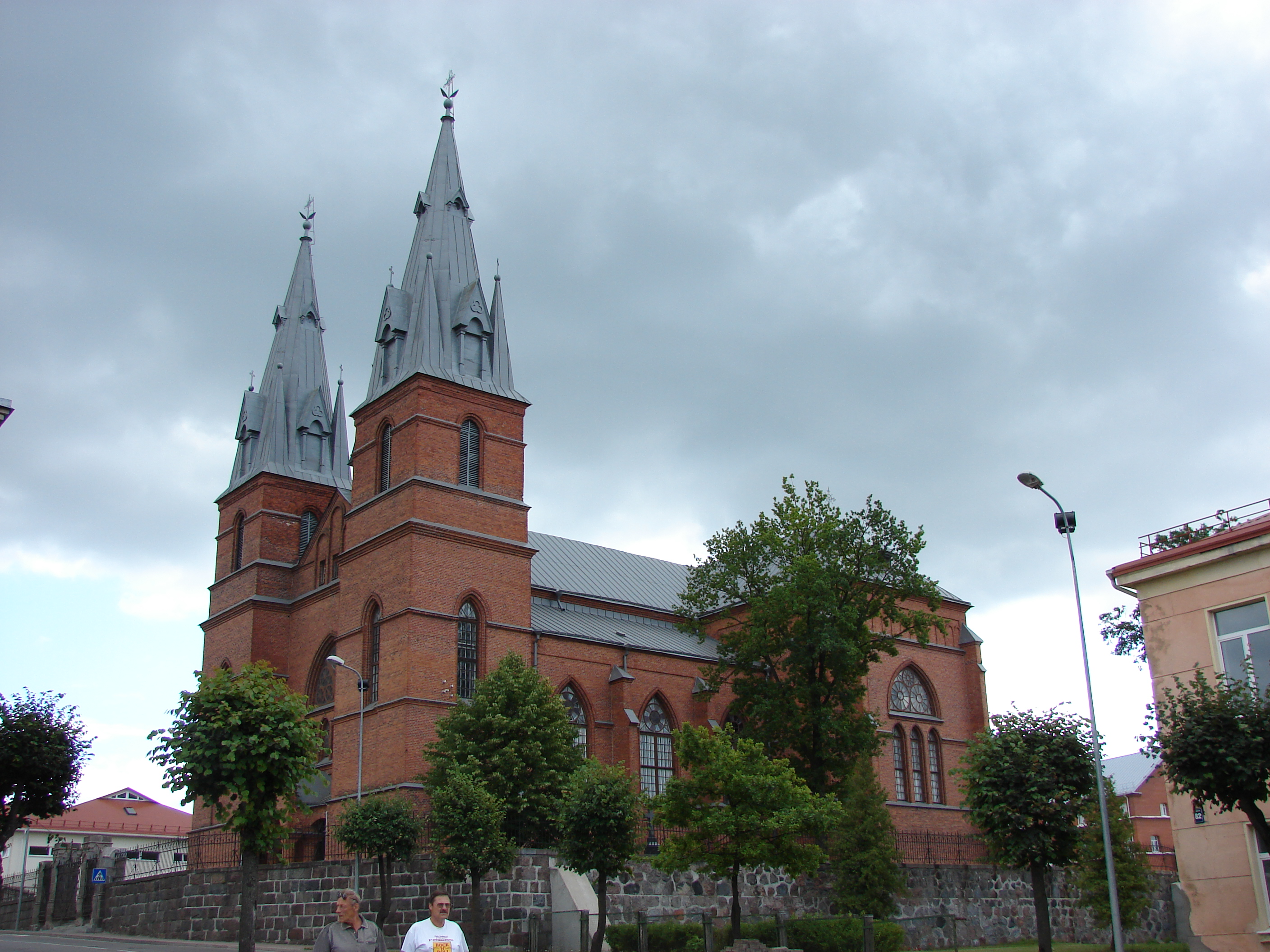
Катедральний собор Святого Серця (католицький)
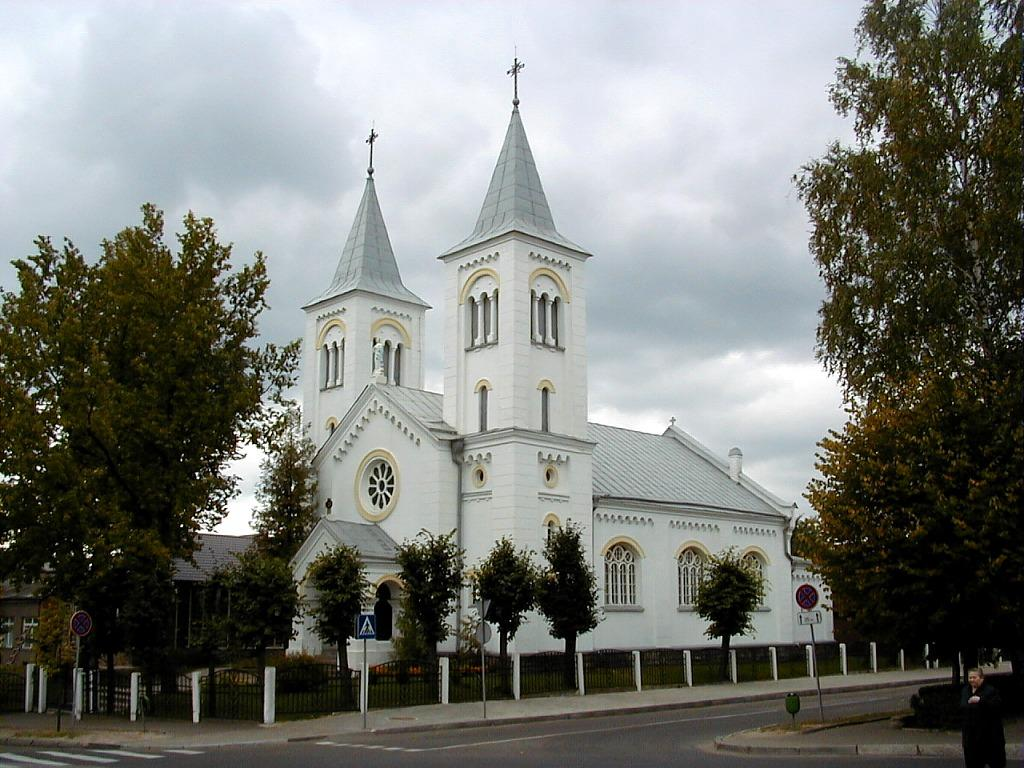
Церква Богородиці Скорботної (католицька)
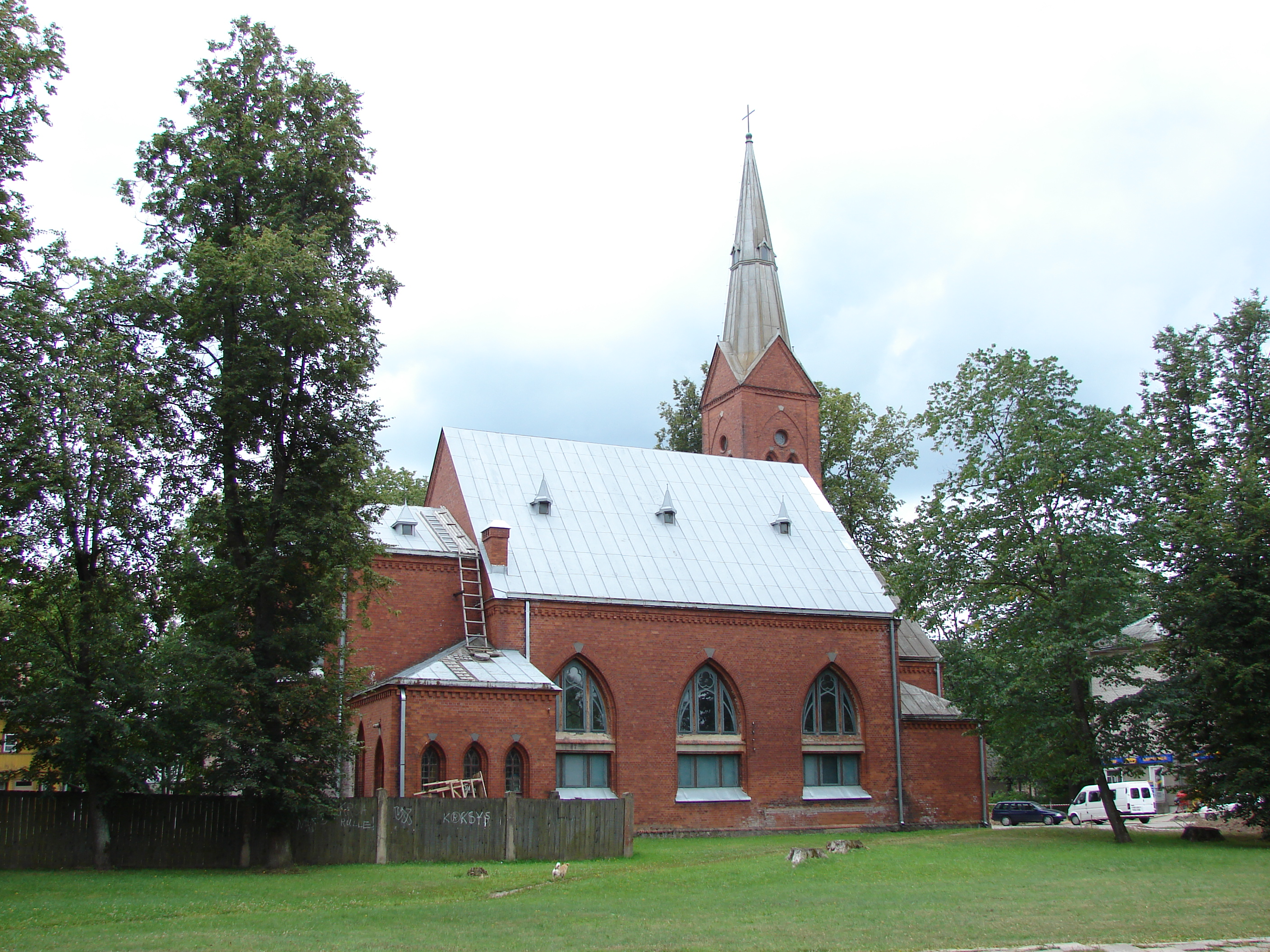
Церква святої Трійці (лютеранська)
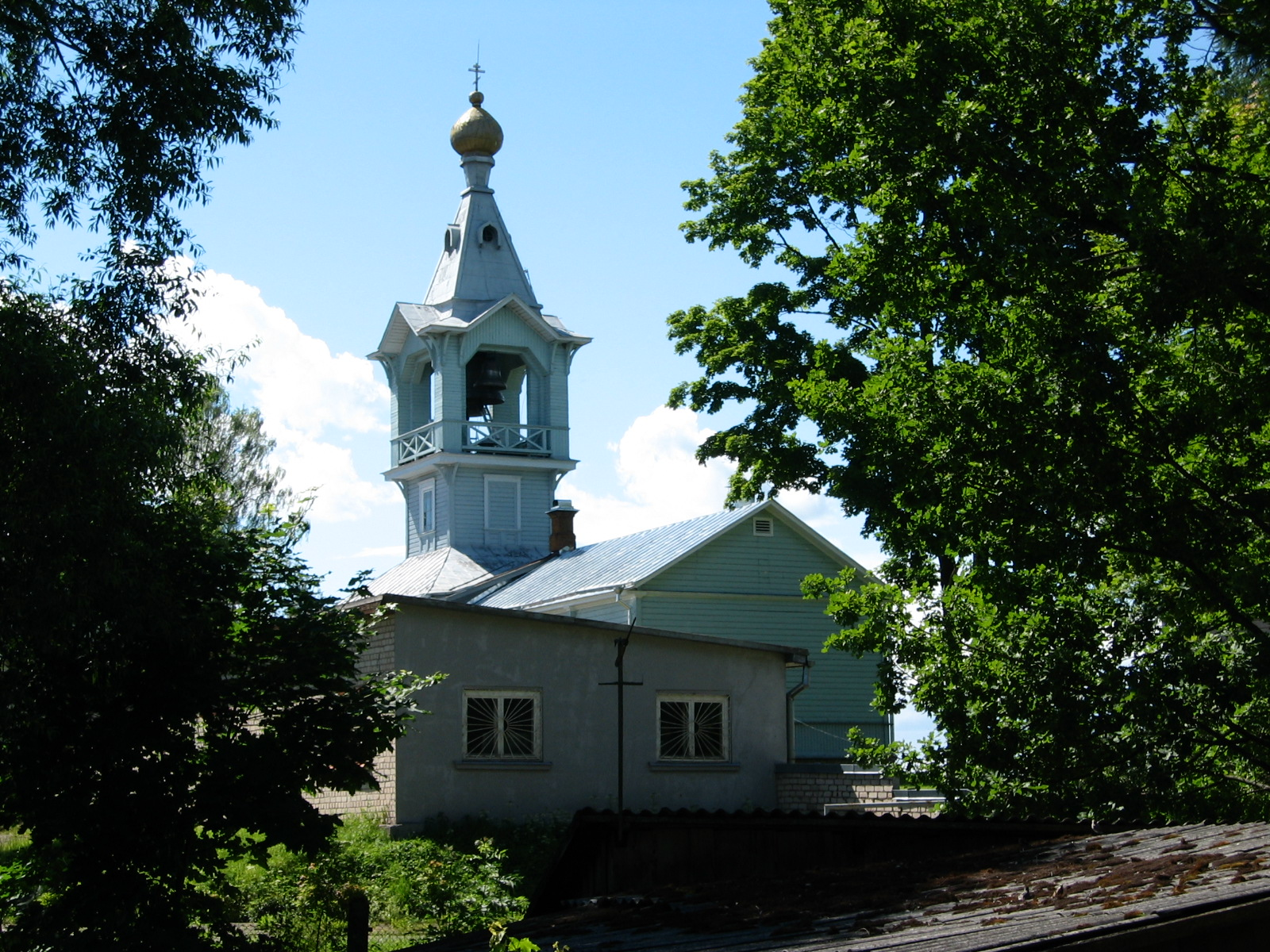
Церква святого Миколая (старообрядська)
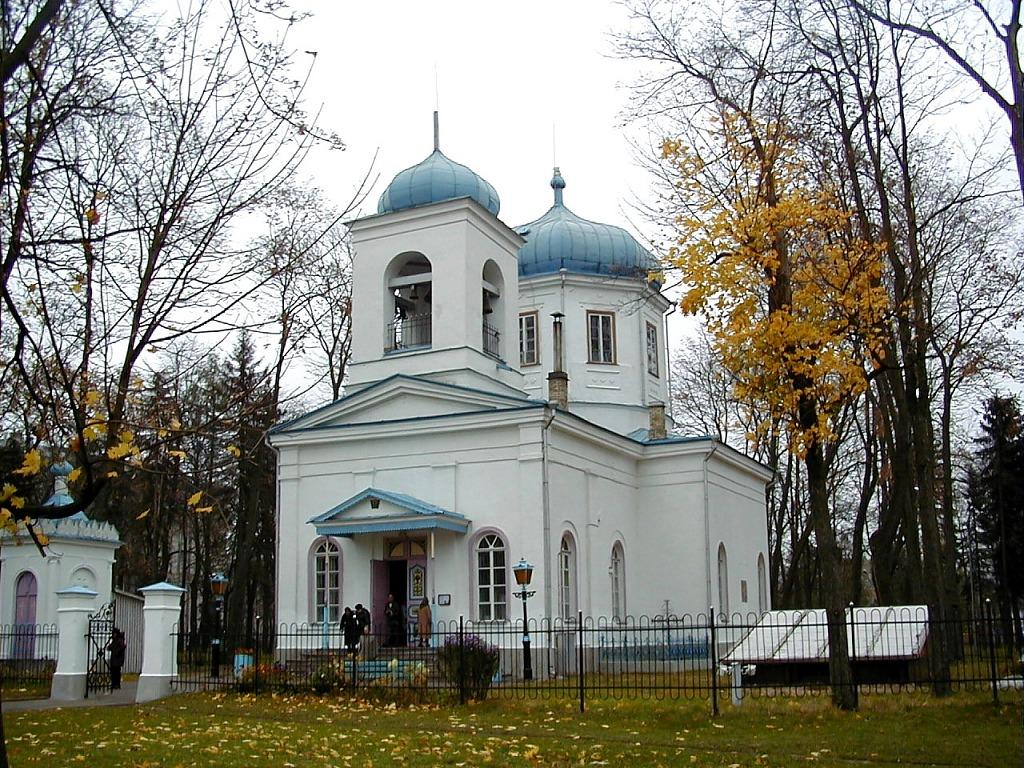
Церква Різдва Богородиці (православна)

## Галерея

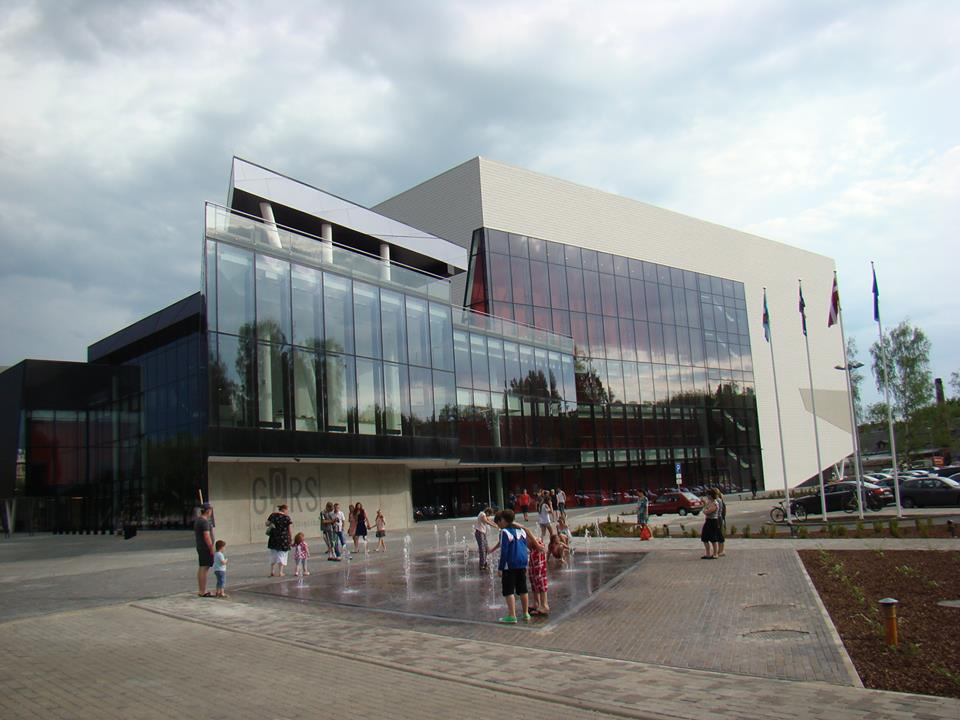
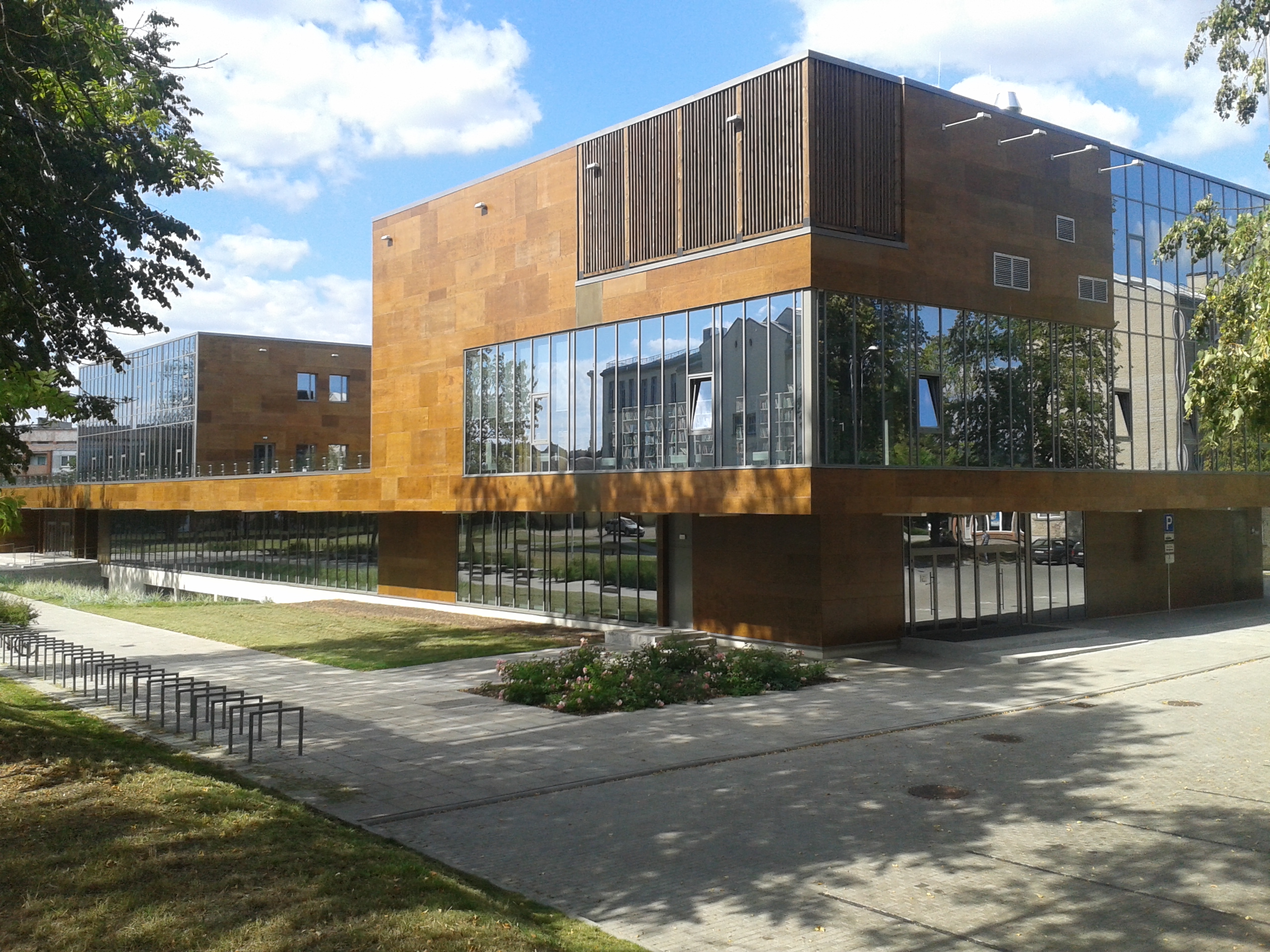
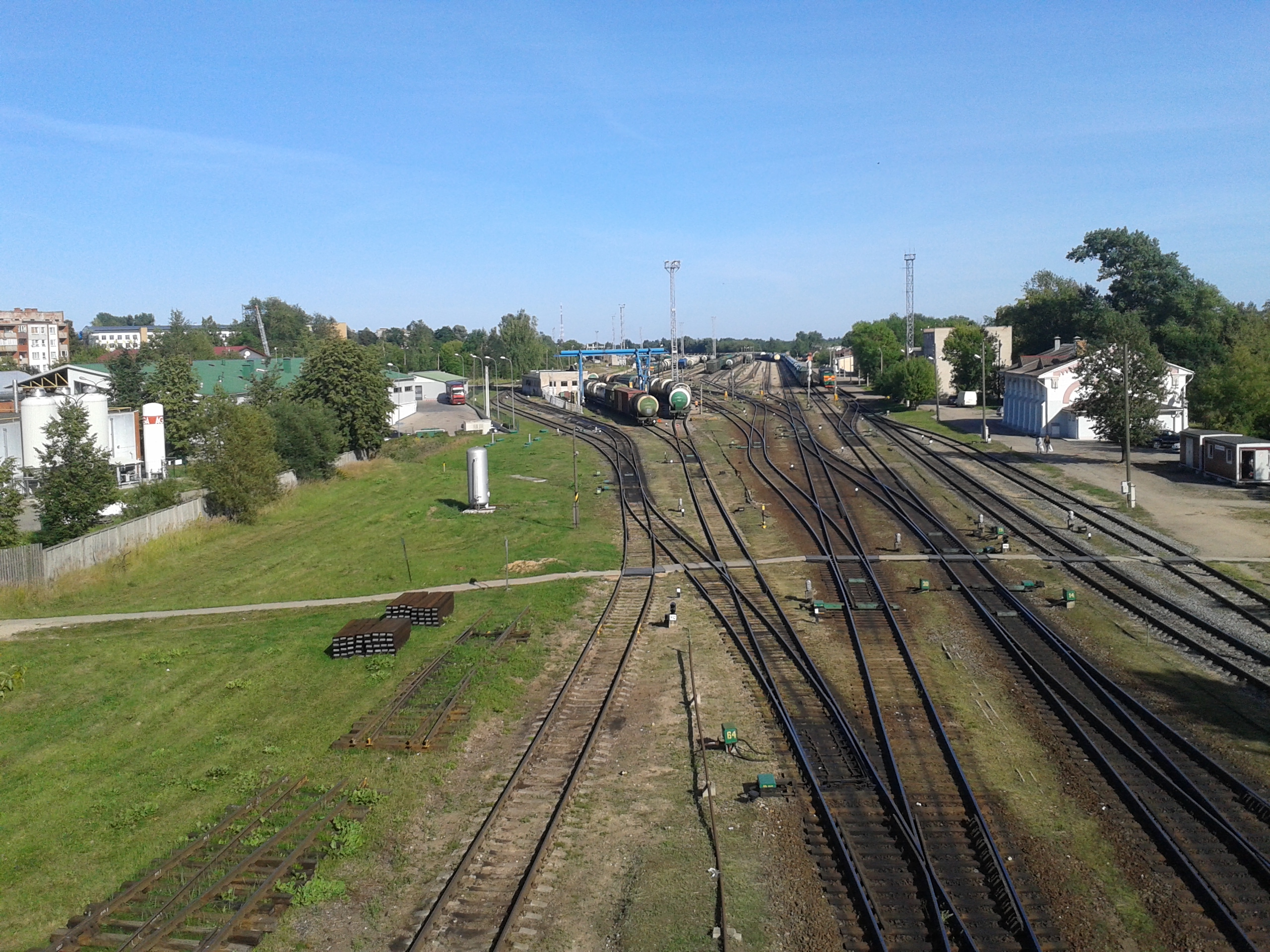

## Уродженці
- Франціс Кемпс (1876—1952) — латгальський громадський діяч, автор книги «Долі Латгалії»
- Фрідріх Ермлер (1898—1967) — кінорежисер народний артист СРСР
- Айя Кукуле (* 1956) — радянська і латвійська естрадна співачка, музичний педагог.
- Микола Прейпич — вчений і письменник.
- Юрій Тинянов — вчений і письменник.
- Сейле — поетеса.

## Міста-побратими
Резекне побратим:
- Арендал, Норвегія
- Браслав, Білорусь
- Ченстохова, Польща
- Кричев, Білорусь
- Сянув, Польща
- Сороки, Молдова
- Утена, Литва
- Вітебськ, Білорусь